# Onthophagus tristis
Onthophagus tristis är en skalbaggsart som beskrevs av Edgar von Harold 1873. Onthophagus tristis ingår i släktet Onthophagus och familjen bladhorningar. Inga underarter finns listade i Catalogue of Life.